# باشگاه فوتبال هوشی‌مین سیتی
باشگاه فوتبال هوشی‌مین سیتی یک باشگاه فوتبال در شهر هوشی‌مین در کشور ویتنام می‌باشد که در لیگ فوتبال ویتنام بازی می‌کند. این باشگاه در سال ۱۹۷۵ تأسیس شده‌است.